# Ron Tugnutt
Ronald Tugnutt (né le 22 octobre 1967 à Scarborough ville de l'Ontario province du Canada) est un gardien de but de hockey sur glace.

## Carrière
Il joue au niveau junior avec les Petes de Peterborough de la Ligue de hockey de l'Ontario et est choisi par les Nordiques de Québec au quatrième tour (81e choix du repêchage d'entrée dans la LNH 1986.
Lors d'un match de 1991 au Boston Garden, la défense de son équipe est tant surclassée qu'il doit arrêter 70 tirs provenant des joueurs des Bruins dans un match qui se termine par la marque de 3 à 3. Il remporte ainsi la première étoile.
En mars 1992, il est échangé aux Oilers d'Edmonton contre Martin Rucinsky. Il devient second gardien, derrière Bill Ranford. En 1993, il joue quatre rencontre avec l'équipe du Canada lors du championnat du monde.
Quelques mois plus tard, il est réclamé par les Mighty ducks d'Anaheim au repêchage d'expansion de 1993. Il ne joue que 28 parties pour la franchise avant d'être transféré à Montréal pour devenir ainsi l'auxiliaire de Patrick Roy (hockey sur glace).
Après avoir passé la saison complète de 1995-1996 avec les Pirates de Portland de la Ligue américaine de hockey, il revient dans la LNH la saison suivante avec les Sénateurs d'Ottawa. En duo avec Damian Rhodes, il aide les Sénateurs à accéder aux séries éliminatoires en 1997 et en 1998. La saison suivante, il conserve une moyenne de buts alloués de 1,79 et prend part à son premier et seul Match des étoiles de la LNH.
En 1999, il commence la saison avec Ottawa mais, après avoir joué 44 parties, il est échangé aux Penguins de Pittsburgh en retour de Tom Barrasso. Il joue ensuite durant deux saisons avec les Blue Jackets de Columbus. Lors de la première, il récolte quatre blanchissages et 22 victoires, permettant à son équipe de terminer la saison avec un total de 71 points. Il passe ensuite dans l'effectif des Stars de Dallas au cours de l'été 2002. Il joue avec eux pour les deux dernières saisons de sa carrière étant utilisé comme gardien réserviste, ce qui l'amène également à jouer pour le club-école, les Grizzlies de l'Utah de la Ligue américaine de hockey.
En 2004-2005, après le lock-out de la LNH, Ron Tugnutt décide de troquer son équipement pour un micro que le télé-diffuseur canadien CBC lui propose dans le cadre de la couverture du hockey de la LNH, aux Hockey Night in Canada.

## Statistiques

### En club
| Saison     | Équipe                   | Ligue      |     | Saison régulière | Saison régulière | Saison régulière | Saison régulière | Saison régulière | Saison régulière | Saison régulière | Saison régulière | Saison régulière | Saison régulière |   | Séries éliminatoires | Séries éliminatoires | Séries éliminatoires | Séries éliminatoires | Séries éliminatoires | Séries éliminatoires | Séries éliminatoires | Séries éliminatoires | Séries éliminatoires |
| Saison     | Équipe                   | Ligue      | PJ  | V                | D                | Pr/N             | Min              | BC               | Moy              | % Arr            | Bl               | Pun              | PJ               | V | D                    | Min                  | BC                   | Moy                  | % Arr                | Bl                   | Pun                  |                      |                      |
| 1984-1985  | Petes de Peterborough    | LHO        | 18  | 7                | 4                | 2                |                  | 59               | 3,77             | -                | 0                |                  | -                | - | -                    |                      | -                    | -                    | -                    | -                    |                      |                      |                      |
| 1985-1986  | Petes de Peterborough    | LHO        | 26  | 18               | 7                | 0                |                  | 74               | 2,88             | -                | 1                |                  | 3                | 2 | 0                    |                      | 6                    | 2,71                 | -                    | 0                    |                      |                      |                      |
| 1986-1987  | Petes de Peterborough    | LHO        | 31  | 21               | 7                | 2                |                  | 88               | 2,79             | -                | 2                |                  | 6                | 3 | 3                    |                      | 21                   | 3,37                 | -                    | 1                    |                      |                      |                      |
| 1987-1988  | Nordiques de Québec      | LNH        | 6   | 2                | 3                | 0                |                  | 16               | 3,41             | 87               | 0                |                  | -                | - | -                    |                      | -                    | -                    | -                    | -                    |                      |                      |                      |
| 1987-1988  | Express de Fredericton   | LAH        | 34  | 20               | 9                | 4                |                  | 118              | 3,6              | -                | 1                |                  | 4                | 1 | 2                    |                      | 11                   | 3,24                 | -                    | 0                    |                      |                      |                      |
| 1988-1989  | Nordiques de Québec      | LNH        | 26  | 10               | 10               | 3                |                  | 82               | 3,6              | 89,1             | 0                |                  | -                | - | -                    |                      | -                    | -                    | -                    | -                    |                      |                      |                      |
| 1988-1989  | Citadels d'Halifax       | LAH        | 24  | 14               | 7                | 2                |                  | 79               | 3,46             | -                | 1                |                  | -                | - | -                    |                      | -                    | -                    | -                    | -                    |                      |                      |                      |
| 1989-1990  | Nordiques de Québec      | LNH        | 35  | 5                | 24               | 3                |                  | 152              | 4,61             | 85,9             | 0                |                  | -                | - | -                    |                      | -                    | -                    | -                    | -                    |                      |                      |                      |
| 1989-1990  | Citadels d'Halifax       | LAH        | 6   | 1                | 5                | 0                |                  | 23               | 3,77             | -                | 0                |                  | -                | - | -                    |                      | -                    | -                    | -                    | -                    |                      |                      |                      |
| 1990-1991  | Nordiques de Québec      | LNH        | 56  | 12               | 29               | 10               |                  | 212              | 4,05             | 88,5             | 0                |                  | -                | - | -                    |                      | -                    | -                    | -                    | -                    |                      |                      |                      |
| 1990-1991  | Citadels d'Halifax       | LAH        | 2   | 0                | 1                | 0                |                  | 8                | 4,8              | -                | 0                |                  | -                | - | -                    |                      | -                    | -                    | -                    | -                    |                      |                      |                      |
| 1991-1992  | Nordiques de Québec      | LNH        | 30  | 6                | 17               | 3                |                  | 106              | 4,02             | 86,4             | 1                |                  | -                | - | -                    |                      | -                    | -                    | -                    | -                    |                      |                      |                      |
| 1991-1992  | Oilers d'Edmonton        | LNH        | 3   | 1                | 1                | 0                |                  | 10               | 4,83             | 86,3             | 0                |                  | 2                | 0 | 0                    |                      | 3                    | 3                    | 91,2                 | 0                    |                      |                      |                      |
| 1991-1992  | Citadels d'Halifax       | LAH        | 8   | 3                | 3                | 1                |                  | 30               | 4,03             | -                | 0                |                  | -                | - | -                    |                      | -                    | -                    | -                    | -                    |                      |                      |                      |
| 1992-1993  | Oilers d'Edmonton        | LNH        | 26  | 9                | 12               | 2                |                  | 93               | 4,17             | 87,9             | 0                |                  | -                | - | -                    |                      | -                    | -                    | -                    | -                    |                      |                      |                      |
| 1993-1994  | Mighty Ducks d'Anaheim   | LNH        | 28  | 10               | 15               | 1                |                  | 76               | 3                | 90,8             | 1                |                  | -                | - | -                    |                      | -                    | -                    | -                    | -                    |                      |                      |                      |
| 1993-1994  | Canadiens de Montréal    | LNH        | 8   | 2                | 3                | 1                |                  | 24               | 3,81             | 86               | 0                |                  | 1                | 0 | 1                    |                      | 5                    | 5,05                 | 80                   | 0                    |                      |                      |                      |
| 1994-1995  | Canadiens de Montréal    | LNH        | 7   | 1                | 3                | 1                |                  | 18               | 3,12             | 89,5             | 0                |                  | -                | - | -                    |                      | -                    | -                    | -                    | -                    |                      |                      |                      |
| 1995-1996  | Pirates de Portland      | LAH        | 58  | 21               | 23               | 6                |                  | 171              | 3,34             | 89,8             | 2                |                  | 13               | 7 | 6                    |                      | 36                   | 2,76                 | -                    | 1                    |                      |                      |                      |
| 1996-1997  | Sénateurs d'Ottawa       | LNH        | 37  | 17               | 15               | 1                |                  | 93               | 2,8              | 89,5             | 3                |                  | 7                | 3 | 4                    |                      | 14                   | 1,98                 | 91,7                 | 1                    |                      |                      |                      |
| 1997-1998  | Sénateurs d'Ottawa       | LNH        | 42  | 15               | 14               | 8                |                  | 84               | 2,25             | 90,5             | 3                |                  | 2                | 0 | 1                    |                      | 6                    | 4,86                 | 76                   | 0                    |                      |                      |                      |
| 1998-1999  | Sénateurs d'Ottawa       | LNH        | 43  | 22               | 10               | 8                |                  | 75               | 1,79             | 92,5             | 3                |                  | 2                | 0 | 2                    |                      | 41                   | 3,06                 | 85,4                 | 0                    |                      |                      |                      |
| 1999-2000  | Sénateurs d'Ottawa       | LNH        | 44  | 18               | 12               | 8                |                  | 103              | 2,54             | 89,9             | 4                |                  | -                | - | -                    |                      | -                    | -                    | -                    | -                    |                      |                      |                      |
| 1999-2000  | Penguins de Pittsburgh   | LNH        | 7   | 4                | 2                | 0                |                  | 15               | 2,4              | 92,4             | 0                |                  | 11               | 6 | 5                    |                      | 22                   | 1,77                 | 94,5                 | 2                    |                      |                      |                      |
| 2000-2001  | Blue Jackets de Columbus | LNH        | 53  | 22               | 25               | 5                |                  | 127              | 2,44             | 91,7             | 4                |                  | -                | - | -                    |                      | -                    | -                    | -                    | -                    |                      |                      |                      |
| 2001-2002  | Blue Jackets de Columbus | LNH        | 44  | 12               | 27               | 3                |                  | 119              | 2,85             | 90               | 2                |                  | -                | - | -                    |                      | -                    | -                    | -                    | -                    |                      |                      |                      |
| 2002-2003  | Stars de Dallas          | LNH        | 31  | 15               | 10               | 5                |                  | 70               | 2,47             | 89,6             | 4                |                  | 0                | 0 | 0                    |                      | 0                    | 0                    | 0                    | 0                    |                      |                      |                      |
| 2002-2003  | Grizzlies de l'Utah      | LAH        | 5   | 1                | 3                | 1                |                  | 14               | 2,99             | -                | 0                |                  | -                | - | -                    |                      | -                    | -                    | -                    | -                    |                      |                      |                      |
| 2003-2004  | Stars de Dallas          | LNH        | 11  | 3                | 7                | 0                |                  | 22               | 2,41             | 90               | 1                |                  | -                | - | -                    |                      | -                    | -                    | -                    | -                    |                      |                      |                      |
| 2003-2004  | Grizzlies de l'Utah      | LAH        | 5   | 1                | 3                | 1                |                  | 14               | 2,99             | 89,4             | 0                |                  | -                | - | -                    |                      | -                    | -                    | -                    | -                    |                      |                      |                      |
| Totaux LNH | Totaux LNH               | Totaux LNH | 537 | 186              | 239              | 62               |                  | 1 497            | 3,05             | 89,5             | 26               |                  | 25               | 9 | 13                   |                      | 56                   | 2,27                 | 91,9                 | 3                    |                      |                      |                      |
| Totaux LAH | Totaux LAH               | Totaux LAH | 142 | 61               | 54               | 15               |                  | 457              | -                | -                | 4                |                  | 17               | 8 | 8                    |                      | 47                   | -                    | -                    | 1                    |                      |                      |                      |
| Totaux LHO | Totaux LHO               | Totaux LHO | 75  | 46               | 18               | 4                |                  | 221              | -                | -                | 3                |                  | 9                | 5 | 3                    |                      | 27                   | -                    | -                    | 1                    |                      |                      |                      |

### En équipe nationale
| Année | Équipe | Compétition          |   | PJ | V | D | Pr/N | Min | BC   | Moy | % Arr | Bl | Pun      |  | Résultat |
| 1993  | Canada | Championnat du monde | 4 |    |   |   |      | 6   | 2,87 |     |       |    | 4e place |  |          |
| 1999  | Canada | Championnat du monde | 7 | 4  | 3 | 0 |      | 11  | 2,01 |     |       |    | 4e place |  |          |

## Récompenses
- Ligue de hockey de l'Ontario : 1re équipe d'étoile (1987)
- Ligue nationale de hockey : 49e Match des étoiles de la Ligue nationale de hockey (1999)

## Transaction en carrière
- 1986, repêché par les Nordiques de Québec (4e choix de l'équipe, 81e au total).
- 10 mars 1992, échangé par Québec aux Oilers d'Edmonton avec Brad Zavisha en retour de Martin Rucinsky.
- 24 juin 1993, réclamé lors du repêchage d'expansion des Mighty Ducks d'Anaheim.
- 20 février 1994, échangé par Anaheim aux Canadiens de Montréal en retour de Stephan Lebeau.
- 25 septembre 1995, signe à titre d'agent libre avec les Capitals de Washington.
- 14 août 1996, signe à titre d'agent libre avec les Sénateurs d'Ottawa.
- 14 mars 2000, échangé par Ottawa avec Janne Laukkanen aux Penguins de Pittsburgh en retour de Tom Barrasso.
- 4 juillet 2000, signe à titre d'agent libre avec les Blue Jackets de Columbus.
- 18 juin 2002, échangé par Columbus avec leur choix de deuxième ronde au repêchage de 2002 (Janos Vas) aux Stars de Dallas en retour du choix de première ronde des Devils du New Jersey au repêchage de 2002 (acquis précédemment et échangé par la aprèsux Sabres de Buffalo qui sélectionnent Daniel Paille).
- 2 janvier 2004, subi une blessure contre les Coyotes de Phoenix qui le force à se retirer de la compétition.